# Inside Man : L'Homme de l'intérieur
Pour les articles homonymes, voir Inside Man (homonymie).
Ne doit pas être confondu avec Inside Men.
Série
Inside Man: Most Wanted
(2019)
Pour plus de détails, voir Fiche technique et Distribution.
Inside Man : L'Homme de l'intérieur ou L'Informateur au Québec (Inside Man) est un film américain réalisé par Spike Lee et sorti en 2006.

## Synopsis
Quatre braqueurs, dirigés par le mercenaire Dalton Russell, prennent d'assaut une des plus grandes banques de Manhattan. Armés et cagoulés, Russell et ses trois complices barricadent toutes les issues et prennent en otage les clients de la banque et le personnel.
Très vite, le SWAT, dirigé par le capitaine Darius, encercle la banque. L'inspecteur Keith Frazier et son adjoint Bill Mitchell sont chargés de négocier avec les preneurs d'otages. L'inspecteur traverse une mauvaise passe professionnelle car il fait l'objet d'une enquête interne pour avoir touché des pots de vins en ce moment.
Rapidement, Russell relâche un des otages, asthmatique, portant sur lui un casier avec un message. Frazier réalise que les braqueurs tentent de percer les coffres pour autre chose que de l'argent et est intrigué par le sang-froid du chef de la bande, qui prétend pouvoir s'enfuir avec ses hommes malgré le blocus du quartier par la police.
Pour essayer d'en savoir plus, il cache des micros dans les boites de pizza qu'il fait apporter à la banque pour que les braqueurs et les otages puissent se restaurer. Mais il s'avère plus tard que les écoutes sont inutiles : ils n'entendent que le discours de l'ancien président albanais diffusé par les braqueurs !
Tandis que Frazier essaie de percer ce mystère et de découvrir ce que cherchent vraiment les braqueurs, le propriétaire de la banque, le milliardaire Arthur Case, terrifié à l'idée que les braqueurs ouvrent le coffre 392 et découvrent son terrible secret, charge une négociatrice privée, Madeleine White, de traiter avec Russell en sous-main, dans le dos de la police. Celle-ci rencontre les deux inspecteurs qui l'autorisent à rencontrer les braqueurs. Ceux-ci lui font comprendre qu'ils sont parfaitement au courant du contenu du coffre 392 qu'ils viennent voler. Madeleine va en informer Arthur Case.
Intrigué par la présence de White, Frazier essaie maintenant de découvrir le secret du milliardaire Arthur Case et le plan de Russell pour s'enfuir avec ses hommes alors que la banque est encerclée. Il souhaite rencontrer les braqueurs et s'assurer du bien-être des otages. Russell accepte à condition de résoudre une énigme piège que Frazier résout et qu'il ramène des sandwichs pour leur permettre de se restaurer à nouveau. Frazier réussit à rentrer dans la banque en tant que négociateur pour voir les otages. Mais l'inspecteur tente en vain de doubler les braqueurs, une erreur qui lui coutera cher : les braqueurs exécutent un otage ! L'inspecteur se voit déchargé de l'affaire et le SWAT va entrer dans la banque ! Mais avant qu'il s'en aille, il discute avec un policier lorsqu'il est pris d'une révélation qui sera payante : les braqueurs ont mis sur écoute la police avec le casier que portait l'otage asthmatique !
Bientôt, tous les occupants de la banque - otages et braqueurs portant la même tenue et ne pouvant donc être distingués les uns des autres - jaillissent en masse sur le trottoir. La police les interroge tous sans parvenir à démasquer les malfaiteurs. Autre surprise : aucun vol n'a eu lieu et, si quelques fortes têtes parmi les otages ont été malmenés, il n'y a ni morts ni blessés. Le directeur de la police puis le maire de New York disent à Frazier que l'affaire est classée car rien n'a été volé, il n'y a pas eu de victimes, les armes étaient en plastique et la prétendue exécution d'un otage s'est révélée fictive. 
Dalton Russell, qui n'est jamais sorti de la banque, y reste caché dans un petit espace muré aménagé dans la réserve durant le braquage. Il en sort sept jours plus tard avec le butin du coffre 392 (moins une bague) comme si de rien n'était. En sortant il croise par hasard l'inspecteur Frazier sans que ce dernier le reconnaisse, puis rejoint ses complices – lesquels étaient sortis de la banque en se faisant passer pour des otages.
Malgré l'interdiction de poursuivre l'affaire, Frazier et son adjoint poursuivent leurs investigations et découvrent que le coffre 392 n'apparait pas dans le registre des coffres de la banque et ne peut donc appartenir qu'à Case. Ils obtiennent un mandat de perquisition et, après avoir croisé sans le savoir le chef des braqueurs sortant de la banque, ouvrent le coffre, qui contient une bague en diamant et un mot, « Suivre la bague ». Celle-ci se révèle être le fruit d'un crime de guerre commis par Case pendant la Seconde Guerre mondiale. Pour faire fortune, il a livré des amis juifs parisiens, morts ensuite en camp de concentration. Il a ainsi gardé dans son coffre la bague en diamant de juifs déportés, ce qui constitue un « crime de guerre répertorié à Washington ». Frazier expose tout cela à Case en lui montrant la bague retrouvée, et conclut en lui disant qu'il va « suivre la bague ». Puis il rend visite au maire et lui montre, devant Madeleine White qui avait voulu faire classer l'affaire, qu'il n'a pas été dupe,,,. Le soir suivant, l'inspecteur découvre une surprise dans sa veste : Dalton Russell lui a glissé un diamant lors de sa sortie de la banque.

## Fiche technique
- Titre original : Inside Man
- Titre français : Inside man : L'Homme de l'intérieur
- Titre québécois : L'Informateur
- Réalisation : Spike Lee
- Scénario : Russell Gewirtz (en)
- Musique : Terence Blanchard
- Photographie : Matthew Libatique
- Montage : Barry Alexander Brown (en)
- Décors : Wynn Thomas (it)
- Costumes : Donna Berwick
- Production : Brian Grazer et Jonathan Filley
- Sociétés de production : Universal Pictures, Imagine Entertainment, 40 Acres & A Mule Filmworks et GH Two
- Sociétés de distribution : Universal Pictures (États-Unis), Focus Features (international)
- Budget : 45 000 000 $[5]
- Pays de production :  États-Unis
- Format : couleurs - 2,35:1 - Dolby Digital - 35 mm
- Genre : policier, film de casse, thriller
- Durée : 129 minutes
- Dates de sortie[6] :
  - États-Unis : 24 mars 2006
  - France : 12 avril 2006

## Distribution
- Denzel Washington (VF : Emmanuel Jacomy ; VQ : Jean-Luc Montminy) : l'inspecteur Keith Frazier
- Clive Owen (VF : Julien Kramer ; VQ : Daniel Picard) : Dalton Russell
- Jodie Foster (VF : elle-même) : Madeleine White
- Christopher Plummer (VF : Bernard Dhéran ; VQ : Vincent Davy) : Arthur Case
- Willem Dafoe (VF : Patrick Floersheim ; VQ : Jean-Marie Moncelet) : le capitaine John Darius
- Chiwetel Ejiofor (VF : Lucien Jean-Baptiste ; VQ : Thiéry Dubé) : l'inspecteur Bill Mitchell
- Carlos Andrés Gómez (VF : Vincent Ropion ; VQ : Benoit Éthier) : Steve
- Kim Director (VF : Aurélie Mériel ; VQ : Marie-Andrée Corneille) : Stevie
- James Ransone (VF : Alexis Tomassian ; VQ : François Sasseville) : Steve-O
- Bernard Rachelle (VF : Gérard Berner ; VQ : Denis Gravereaux) : Chaim
- Peter Gerety (VF : Jacques Bouanich ; VQ : Alain Gélinas) : le capitaine Coughlin
- Victor Colicchio (en) (VF : Guillaume Lebon ; VQ : Antoine Durand) : le sergent Collins
- Cassandra Freeman (VQ : Hélène Mondoux) : Sylvia
- Peter Frechette (en) (VF : Edgar Givry) : Peter Hammond
- Gerry Vichi (VQ : André Montmorency) : Herman Gluck
- Waris Ahluwalia (VF : Taric Mehani ; VQ : Frédéric Desager) : Vikram Walia
- Ashlie Atkinson (en) (VF : Odile Schmitt) : l'officier Berk
- David Brown : l'officier Carnow
- Ken Leung (VF : Donald Reignoux ; VQ : Eric Paulhus) : Wing
- Jason Manuel Olazabal (VF : Laurent Morteau ; VQ : Patrick Chouinard) : l'officier Hernandez
- Marcia Jean Kurtz (VF : Frédérique Cantrel) : Miriam Douglas
- Daryl "Chill" Mitchell : policier dans le fourgon mobile
- Lionel Pina : le policier avec les pizzas
- Frank Hopf : l'officier qui barricade
- Dominic Carter : le journaliste de NY1 News
- Vincent DiMartino : le barbier

- Version française[7]
  - Studio de doublage : Bien Entendu
  - Direction artistique : Julien Kramer
  - Adaptation : Franck Hervé & Julien Kramer

## Production

### Genèse et développement
Fait rare dans sa carrière, Spike Lee dirige un film dont il n'est pas scénariste. Le film est écrit par Russell Gerwitz, diplômé en informatique et ancien avocat, qui signe ici son premier script. Selon Spike Lee, le projet devait initialement être confié à Ron Howard, qui a finalement été « embarqué » par Russell Crowe sur le film De l'ombre à la lumière.

### Attribution des rôles
Denzel Washington tourne pour Spike Lee pour la quatrième fois après Mo' Better Blues (1990), Malcolm X (1993) et He Got Game (2000).
Le rôle de Madeleine White, incarné par Jodie Foster, devait à l'origine être incarné par Marcia Cross. Celle-ci l'a refusé, à la suite de son engagement dans la série Desperate Housewives. Le rôle fut également proposé à Jennifer Love Hewitt, mais elle était occupée elle aussi par une série, Ghost Whisperer. D'autres actrices comme Jennifer Connelly, Rachel Nichols, Kate Hudson, Rachael Leigh Cook et Jennifer Jason Leigh ont également été envisagées pour ce rôle.

### Tournage
Le tournage s'est entièrement déroulé à New York, de juin à août 2005, notamment aux Steiner Studios (en), sur le pont de Brooklyn ainsi que la 52e rue à Manhattan. Le tournage a été très rapide et n'a duré que 39 jours. Jodie Foster n'a tourné que pendant trois semaines.
Le décor de la Manhattan Trust Bank a été trouvé au tout dernier moment dans une ancienne banque de Wall Street. Spike Lee raconte que « cette banque nous a donné des sueurs froides. C'est en effet l'un des derniers décors que nous avons dénichés et, comme par hasard, le plus important. Mais, finalement, tout s'est arrangé, puisque nous nous sommes retrouvés au cœur de Wall Street, dans une vraie banque. Que demander de plus ? »

## Accueil

### Critique
Le film reçoit des critiques globalement positives. Sur l'agrégateur américain Rotten Tomatoes, il récolte 86 % d'opinions favorables pour 207 critiques et une note moyenne de 7,34⁄10. Sur Metacritic, il obtient une note moyenne de 76⁄100 pour 39 critiques.
En France, le film obtient une note moyenne de 3,8⁄5 sur le site Allociné, qui recense 28 titres de presse.

### Box-office
Pour un budget de 45 millions de dollars, le film récolte 88 504 640 $ sur le sol américain et enregistre plus d'un million d'entrées en France (38e meilleur résultat au Box-office annuel français).
| Pays ou région    | Box-office        | Date d'arrêt du box-office | Nombre de semaines |
| ----------------- | ----------------- | -------------------------- | ------------------ |
| États-Unis Canada | 88 513 495 $      | 6 juillet 2006             | 15                 |
| France            | 1 166 242 entrées | -                          | -                  |
| Total mondial     | 186 003 591 $     | -                          | -                  |

## Distinctions
Source : Internet Movie Database

### Récompenses
- Black Movie Awards (en) 2006 : meilleur réalisateur pour Spike Lee
- Australian Academy of Cinema and Television Arts Awards 2007 : meilleur film
- Black Reel Awards 2007 : meilleur réalisateur pour Spike Lee
- Central Ohio Film Critics Association Awards 2007 : meilleur acteur pour Clive Owen (également récompensé pour Les Fils de l'homme)
- NAACP Image Awards 2007 : meilleure réalisation d'un film ou téléfilm - comédie ou drame pour Spike Lee

### Nominations
- BET Awards 2006 : meilleur acteur pour Denzel Washington
- Black Movie Awards (en) 2006 : meilleur film, meilleur acteur pour Denzel Washington
- Black Reel Awards 2007 : meilleur film, meilleur acteur pour Denzel Washington, meilleure musique originale pour Terence Blanchard
- Empire Awards 2007 : meilleur thriller
- NAACP Image Awards 2007 : meilleur acteur pour Denzel Washington

## Commentaires

### Analyse
Même si le film est d'abord un film d'action, il met aussi en scène le thème directeur du cinéma de Spike Lee, celui du « melting pot » new-yorkais, des différentes communautés des deux sexes et des relations qu'elles entretiennent avec la société américaine. Ces figures sont incarnées, entre autres, par les deux inspecteurs de police afro-américains, le sergent d'origine italienne, le banquier WASP au passé sulfureux, l'employé sikh, la jeune femme d'origine albanaise, les otages juifs ou latino-américains,,,.

### Autour du film
- Le réalisateur Spike Lee, qui a déclaré avoir voulu rendre hommage au film Un après-midi de chien sorti en 1976, a placé deux clins d’œil dans son long-métrage : d'une part avec la réplique « Ici la fameuse pizzeria de Sal », qui fait référence au personnage incarné par John Cazale dans le film de Sidney Lumet, d'autre part dans le fait que l'acteur qui livre les pizzas est le même dans les deux films[19].
- Le jeu vidéo auquel le petit garçon joue sur sa PSP n'existe pas ; les images extrêmement violentes que l'on voit ont été créées pour le film. Le jeu met en scène un Afro-Américain en voiture tirant sur un autre noir puis l'achevant d'une grenade dans la bouche (avec la phrase « Kill dat nigga! » - « Tue ce nègre ! »). Il pastiche le jeu Grand Theft Auto: San Andreas, réputé pour sa violence et ses personnages principaux afro-américains.
- L'iPod posé près de l'émetteur diffuse un ancien discours du président albanais Enver Hoxha, à la tête du Parti communiste albanais de 1941 à 1985.

## Suite
Une suite était prévue pour 2010. Cependant le 8 avril 2010, Spike Lee affirme sur la chaîne ESPN que le projet n'avait pas pu être réalisé. Alors que les acteurs principaux étaient d'accord, le cinéaste explique ne pas avoir pu produire cette suite, faute de financement.
En 2019, le film Inside Man: Most Wanted sort directement en vidéo. Bien que ce second film ait de nombreuses similitudes avec le premier et y fasse référence, il n'est pas réalisé par Spike Lee mais par Michael J. Bassett. Il n'a pas réellement de lien avec le premier film.